# Karavukovo
Karavukovo (Каравуково, în maghiară Bácsordas) este un sat situat în partea de nord-vest a Serbiei, în Voivodina. Aparține administrativ de comuna Odžaci. La recensământul din 2002 localitatea avea 4991 locuitori.

## Personalități născute aici
- Samu Borovszky (1860 – 1912), istoric maghiar.